# Краснопавлівське водосховище
Краснопа́влівське водосховище  — руслове наливне водосховище з додатковим штучним живленням на річці Попільня. Розташоване у Лозівському районі Харківської області.

## Історія
Водосховище споруджено у 1984 році, як складова частина каналу Дніпро — Донбас. Його обсяг 410 млн. м³, форма неправильна, тому що підпора води каналу затопила русла декількох невеликих річок. Водосховище призначене для забезпечення безперебійної роботи каналу в разі аварії, а також як резервуар прісної води для постачання міст Златопіль, Лозова, Харків. Для цього водосховище з'єднане з Харковом водоводом довжиною 142 км з двох труб, із пропускною здатністю 4,3 м³/с кожна. Таким чином, Краснопавлівське водосховище разом з Печенізьким водосховищем є головними джерелами прісної води для міста Харкова. У 2021 році на Краснопавлівське водосховище відбувалося водозабезпечення водопровідною водою 23 % споживачів Харкова.
Водосховище має декілька гідротехнічних споруд, головна гребля водосховища розташована в селі Надеждівка Лозівського району Харківської області, за 6 км від гирла річки Попільня.
Водосховище побудовано за проєктом інституту «Укргідропроєкт ім. С. Я. Жука», розробленого 1968 року. Рік введення в експлуатацію — 1984.
Призначення водосховища — перерегулювання об'ємів дніпровської води, що поступає по каналу Дніпро — Донбас, відповідно до графіку водоспоживання, для покриття дефіциту та забезпечення водою маловодних Харківської, Донецької та Луганської областей. 
Вид регулювання стоку — сезонне.

## Склад гідротехнічних споруд
До складу гідровузла входять: земляна гребля II-го класу капітальності довжиною — 2200 м, шириною — 12,0 м, і водовипуск (донний, трубчатий). Основне призначення водовипуску — попуски із водосховища в р. Сіверський Донець, згідно з графіками водоспоживання. До складу водовипуску входять:
- підвідний канал довжиною 278,5 м;
- вхідний оголовок довжиною 32,0 м і шириною 18-50 м;
- водоприймальна башта розмірами 27,7×22,0 м;
- галерея з трубопроводами;
- вихідний оголовок;
- швидкоток із залізобетонного лотка прямокутного січення довжиною 270 м, шириною 12 м;
- водобійний колодязь;
- відвідний канал довжиною 28,5 м, шириною 15,0 м.

Для спостережень за станом споруд гідровузла передбачена контрольно-вимірювальна апаратура. Відвід поверхневих і фільтраційних вод здійснюється водовідвідним колектором. Для транспортного зв'язку між берегами по гребеню греблі побудована автодорога IV категорії.

## Водообмін водосховища
Краснопавлівське водосховище наповнюється дніпровською водою, та служить додатковим джерелом водопостачання для потреб міста Харків та Харківської області, а також для підтримки водності річки Сіверський Донець для Донецької та Луганської областей.
Для перекидання води із Кам'янського водосховища та подачі її у Краснопавлівське водосховище діє 12 насосних станцій, за допомогою яких вода долає перепад рівнів рельєфу місцевості висотою 68 метрів на відстані 215 кілометрів.
Експлуатацію цього комплексу споруд здійснює Управління каналу Дніпро — Донбас Державного Агентства водних ресурсів України, розташованого в місті Кам'янське.
Для потреб Харкова та інших міст і районів області з водосховища щорічно подається близько 60 млн. м³ води.
При цьому водосховище повинне мати у своєму розпорядженні достатню кількість води відповідної якості для потреб питного водопостачання, яка залежить від природних факторів його формування та характеризується підвищеними показниками жорсткої води річок і струмків, що впадають у Краснопавлівське водосховище.
У сучасних умовах розвитку економіки Східної України, коли скоротилися потреби у воді, змінився і режим роботи Краснопавлівського водосховища.
За проєктом передбачалась постійна подача води по каналу Дніпро — Донбас у річку Сіверський Донець та відновлення води у водосховищі. Однак, у зв'язку з об'єктивними причинами відсутності фінансування на виконання цих заходів, останній водообмін проводився у 2008 та 2010 роках, коли було подано 226 і 121 млн м³ води відповідно, що дозволило покращити якість води до нормативних значень і забезпечити безперебійне водопостачання міст Златопіль, Лозової, Харкова, а також населених пунктів Харківського району [Харківська область|Харківської області]]. За цей період під час відсутності проведення чергового водообміну, у 2011 році в Краснопавлівському водосховищі склалась близька до критичної ситуація, рівень наповнення водосховища наблизився до відмітки резервного об'єму, а показники якості по мінералізації погіршились до наднормативних. У зв'язку із цим, для поліпшення екологічного стану водосховища та забезпечення якісною питною водою, Харківською ОДА були направлені звернення до Кабінету Міністрів України щодо необхідності виділення фінансування на проведення водообміну Краснопавлівського водосховища у 2012 році.
Разом з тим за рішенням Асоціації органів місцевого самоврядування Харківської області було направлено звернення Міністру екології та природних ресурсів Ставицькому Е. А. щодо сприяння у вирішенні питання проведення водообміну у Краснопавлівському водосховищі, як природоохоронного заходу, спрямованого на поліпшення екологічної ситуації в регіоні.
Завдяки спільним зусиллям, Кабміном України була прийнята постанова від 31 травня 2012 року щодо виділення коштів у сумі 34 млн гривень для подачі 124 млн м³ дніпровської води та проведення водообміну Краснопавлівського водосховища.
На виконання ухваленого рішення Держводагентством України розроблений регламент проведення водообміну Краснопавлівського водосховища, який був погоджений з усіма учасниками водогосподарського комплексу Харківської, Донецької та Луганської областей на засіданні постійно діючої Міжвідомчої комісії по басейну Сіверського Дінця при Сіверсько-Донецькому басейновому управлінні водних ресурсів 26 червня 2012 року у місті Слов'янськ.
З 1 липня 2012 року, відповідно до затвердженого регламенту, протягом 52 діб заплановано подачу води по каналу Дніпро — Донбас у рамках проведення водообміну Краснопавлівського водосховища, у результаті якого буде досягнута відмітка наповнення та нормативні показники якості води, що дозволять забезпечити стійке водопостачання міста Харкова та Харківської області на наступний рік.
На період проведення водообміну Сіверсько-Донецьким басейновим управлінням водних ресурсів разом з Управлінням каналу Дніпро-Донбас забезпечується координація дій, виконання заходів щодо дотримання затвердженого регламенту, щоденний контроль якості води у водосховищі.

### Хід водообміну у 2012 році
Відповідно до Регламенту проведення водообміну Краснопавлівського водосховища, затвердженого Держводагентство України, водообмін заплановано здійснити у три етапи:
1. Водообмін в Орільському водосховищі, яке є буферною водоймою на трасі каналу Дніпро — Донбас, з метою скидання об'єму води з дуже підвищеною жорсткістю (в межах 20 мг • екв./л). Попуски води проводилися з 27.06.2012 по 03.07.2012 р. протягом 7 днів, загальний обсяг попуски в річку Орілька склав 3,5 млн м³ до позначки 102,50 МБС. Потім протягом 3-х діб з 04.07.2012 по 06.07.2012 було проведено наповнення «дніпровською водою» Орільського водосховища об'ємом 4,6 млн м³ до позначки 103,20 МБС. В результаті жорсткість води у водосховищі зменшилася з 20 до 8 ммоль/л.
2. Подача води до Краснопавлівського водосховища. Наповнення водосховища почалося з 6 липня 2012 року. Подача води здійснювалася з Кам'янського водосховища 12 насосними станціями в 2 насосних агрегати в денний час і 1 насосний агрегат у нічний час середньою витратою води 40 м³/с. Щодоби у водосховище подавалося в середньому 3,5—4 млн м³ води. За результатами проведення водообміну загальний забір води з Дніпра склав 145 млн м³ води. У Краснопавлівське водосховище було подано 130 млн м³. Рівень води у водосховищі досяг позначки 112,00 мБС, загальний підйом рівня склав 5,65 м. За якістю води під час наповнення Краснопавлівського водосховища жорсткість води зменшилася з 9,0 ммоль/л до 6,2 ммоль/л — у цілому по водосховищу.
3. Екологічні попуски з Краснопавлівського водосховища р. Сіверський Донець. Відповідно з Регламентом пропуски в Сіверський Донець проводились через донний водоскид гідровузла Краснопавлівського водосховища і систему водоскидної ділянки каналу Дніпро — Донбас. Попуски проводилися з метою підвищення та підтримання водності річки Сіверський Донець, а також забезпечення необхідними витратами води на водозаборі каналу Сіверський Донець — Донбас для потреб Донецької та Луганської областей. Також попуски води сприяли підвищенню ефективності водообміну Краснопавлівського водосховища за рахунок видавлювання глибинних вод з високою жорсткістю. Пропуски в Сіверський Донець проводилися в період з 11 по 31 липня 2012 року витратами від 2 до 5 м³/с. Загальний обсяг попуски склав 6 млн м³.

Загальна витрата електроенергії на роботу насосних станцій склала — 37,7 млн кВт/год. Загальна сума витрат на виконання робіт склала — 34 млн грн.

### Хід водообміну у 2013 році
На спільне звернення Харківської, Донецької і Луганської облдержадміністрацій, за участі Держводагентства України та ухваленні Міністра екології та природних ресурсів України до Кабінету Міністрів України Постановою КМУ від 22 травня 2013 року № 360 «Про поліпшення екологічного стану Краснопавлівського водосховища у Харківській області та р. Сіверський Донець» вирішено виділити Міністерству екології та природних ресурсів (для Державного агентства водних ресурсів) кошти в сумі 40,0 млн гривень для здійснення заходів щодо поліпшення екологічного стану Краснопавлівського водосховища в Харківській області та річки Сіверський Донець за рахунок залишку коштів Державного фонду охорони навколишнього природного середовища, який утворився станом на 1 січня 2013 року.
Водообмін у Краснопавлівському водосховищі було розпочато 7 листопада 2013 року. Перед наповненням Краснопавлівського водосховища з 7  по 13 листопада 2013 року проводився попередній водообмін Орільського водосховища в режимі скидання високомінералізованих вод жорсткістю 9,6 мг-екв/л і наповнення дніпровською водою жорсткістю 3,0 мг-екв/л. За період водообміну було скинуто 1,352 млн м² і подано 3,667 млн м³. Після одноразового водообміну жорсткість води в Орільському водосховищі зменшилась до 5,9 мг-екв/л.
Подача води до Краснопавлівського водосховища виконувалась 12 насосними станціями в технологічному режимі роботи витратами від 19,68 до 70,45 м³/с з 13 листопада по 19 грудня 2013 року загальним терміном 36 діб. 19 грудня 2013 року було завершено проведення водообміну в Краснопавлівському водосховищі. За результатами водообміну до Краснопавлівського водосховища було подано 131,664 млн м³ води.
Об'єм води у водосховищі на кінець водообміну (станом на 19 грудня 2013 року) становив 230,384 млн м³, позначка рівня води — 113,68 мБс.
Завдяки проведеним заходам було створено запас питної води на м. Харків та поліпшено якість води у Краснопавлівському водосховищі по жорсткості на донному водовипуску з 8,0 до 6,3 мг-екв/дм³.

## Хід водообміну у 2016 році
Водообмін у Краснопавлівському водосховищі 2016 року виконано, згідно затвердженого Регламенту від 29 серпня 2016 року Державним агентством водних ресурсів України.

### Попередній водообмін в Орільському водосховищі (однократний)
З 3 жовтня по 10 грудня 2016 року виконані попуски з Орільського водосховища, від позначки 102,93 мБс  до 102,49 мБс, витратами від 2,18 до 2,35 м³/сек. Обсяг спрацювання склав 2,011 млн м³.
З 17 грудня 2016 року були включені в роботу в технологічному режимі насосні станції № 1÷10 по одному насосному агрегату, витратами 20 м³/сек для здійснення попереднього водообміну в Орільському водосховищі.
Орільське водосховище було наповнено до позначки 103,00 мБс (обсяг — 13,886 млн м³).

### Водообмін у Краснопавлівському водосховищі
20 жовтня 2016 року були включені у роботу в технологічному режимі насосні станції № 11 та № 12, по одному насосному агрегату, витратами 20 м³/сек — почалась подача води в Краснопавлівське водосховище.
13 грудня 2016 року насосні станції каналу Дніпро — Донбас були зупинені. Закінчилася подача дніпровської води у Краснопавлівське водосховище.
Загалом за період водообміну з 17 жовтня по 13 грудня 2016 року було подано у Краснопавлівське водосховище 106,7 млн м³ води.    
Рівень води у Краснопавлівському водосховищі піднявся на від позначки 107,51 мБс до  112,42 мБс, обсяг — 201,876 млн м³ (станом на 14.12.2016) з урахуванням щомісячного забору води КП «Харківводоканал» на комунальні потреби.
За рахунок застосування режиму роботи насосних станцій каналу в нічні пільгові години доби зекономлено 2,5 млн грн., що дало змогу збільшити обсяг подачі води в Краснопавлівське водосховище більше ніж на 4 млн кубічних метрів.
Всього на проведення водообміну витрачено:
- електроенергії близько 29,7 млн кВт*год;
- коштів — 58 млн грн.

Якість води за жорсткістю в Краснопавлівському водосховищі (на Донному водовипуску) покращилася з 8,4 мг-екв/дм³ до 7,2 мг-екв/дм.
Насосними станціями № 1÷12 каналу Дніпро-Донбас за період водообміну перекачано 1291,156 млн м³ дніпровської води.